# Панамериканский чемпионат по борьбе 1997
Панамериканский чемпионат по борьбе 1997 года проходил 21 мая в Сан-Хуане (Пуэрто-Рико). На нём впервые в истории панамериканских чемпионатов по борьбе состоялись состязания среди женщин.

## Общий медальный зачёт
| Место | Страна                   | Золото | Серебро | Бронза | Всего |
| ----- | ------------------------ | ------ | ------- | ------ | ----- |
| 1     | Куба                     | 15     | 0       | 0      | 15    |
| 2     | США                      | 4      | 10      | 8      | 22    |
| 3     | Венесуэла                | 1      | 2       | 6      | 9     |
| 4     | Канада                   | 1      | 2       | 1      | 4     |
|       | Мексика                  | 1      | 2       | 1      | 4     |
| 5     | Пуэрто-Рико              | 0      | 3       | 1      | 4     |
| 6     | Колумбия                 | 0      | 2       | 3      | 5     |
| 7     | Панама                   | 0      | 1       | 0      | 1     |
| 8     | Доминиканская Республика | 0      | 0       | 1      | 1     |
| Всего | Всего                    | 22     | 22      | 21     | 65    |

## Медалисты

### Греко-римская борьба
| Вес       | Золото                   | Серебро           | Бронза            |
| --------- | ------------------------ | ----------------- | ----------------- |
| до 54 кг  | Ласаро Ривас             | Бродерик Ли       | Маурисио Велес    |
| до 58 кг  | Луис Сармиенто           | Джеймс Грюэнвалд  | Армандо Фернандес |
| до 63 кг  | Хуан Марен               | Кевин Брэкен      | Винстон Сантос    |
| до 69 кг  | Любаль Колас             | Крис Саба         | Йорли Патиньо     |
| до 76 кг  | Филиберто Аскуй          | Мэттью Линдлэнд   | Элиас Маркано     |
| до 85 кг  | Луис Мендес              | Хосе Луис Айала   | Тод Джайлс        |
| до 97 кг  | Рейнальдо Родольфо Пенья | Арнульфо Эрнандес | Рэнди Кутюр       |
| до 125 кг | Эктор Милиан             | Рулон Гарднер     | Рафаэль Баррено   |

### Вольная борьба (мужчины)
| Вес       | Золото           | Серебро         | Бронза            |
| --------- | ---------------- | --------------- | ----------------- |
| до 54 кг  | Алексис Вила     | Эрик Олбаррасин | Улисес Валентин   |
| до 58 кг  | Йоэндри Альбеар  | Хуан Кастильо   | Дуайт Хинсон      |
| до 63 кг  | Карлос Ортис     | Скотт Скатцман  | Эдисон Уртадо     |
| до 69 кг  | Йосвани Санчес   | Элой Урбано     | Крис Боно         |
| до 76 кг  | Леонардо Диас    | Мануэль Гарсиа  | Чарлз Бёртон      |
| до 85 кг  | Ариэль Рамос     | Аарон Симпсон   | Пол Макконнелл    |
| до 97 кг  | Райан Тобин      | Хосуэ Гарсиа    | Арнульфо Эрнандес |
| до 125 кг | Алексис Родригес | Эдриан Джилмор  | Билли Пирс        |

### Вольная борьба (женщины)
| Вес      | Золото            | Серебро        | Бронза            |
| -------- | ----------------- | -------------- | ----------------- |
| до 46 кг | Мария Барраса     | Эвелин Матиас  | Розмарин Анпинго  |
| до 51 кг | Венди Исагирре    | Эрика Джо Шарп | Вики Зуммо        |
| до 56 кг | Стефани Мурата    | Ольга Луго     | Ямилет Валле      |
| до 62 кг | Лаурен Лэмб-Вулф  | Аманда Патиньо | Эглис Кальсадилья |
| до 68 кг | Кристин Нордхаген | Сандра Бэчер   | Ксиомара Гевара   |
| до 75 кг | Кристи Марано     | Майра Окампо   |                   |